# Kuantan
Kuantan é a capital do estado de Pão da Malásia, o maior estado da Península da Malásia. É situada perto da foz de rio de Kuantan e do Mar da China Meridional sul. A cidade compreende 58% de Malaios, 32% de chineses, 4% de indianos e 6% de outras raças. O governo do estado de Pão deslocou o centro administrativo de Kuala Lipis para Kuantan em 1955.